# プロジェクト・サイレンス
プロジェクト・サイレンス(英題：PROJECT SILENCE)は、韓国のスリラー映画。2023年にカンヌ国際映画祭で公開され、2024年には韓国で解禁となった。日本では、2025年2月28日に公開された。2025年8月6日には、DVD、ブルーレイが解禁される。
主演のイ・ソンギュンが自死する前に撮影を終えていた作品の一つである。

## ストーリー
青瓦台安保室行政官のチャ・ジョンウォンは、感情に左右されず、何事も冷静・冷徹に見る人間で、大統領の椅子を狙う上官で室長のチョン・ヒョンベクと職務に明け暮れていた。そんなジョンウォンには、一人娘のギョンミンがおり、妻を先立たれてからは男手一つで面倒を見ていたが、両立に限界を感じ、外国へ留学させることになった。
その日の夜、ジョンウォンは、ギョンミンを空港へ送っていくことになった。途中、ガソリンスタンドの店員のふりをして金をせびろうとするレッカー車の運転手のチョ・バクと会うが、軽くあしらい仁川国際空港へ通じる空港大橋へと車を走らせる。
同じころ、空港では、プロゴルファーであるシム・ユラは、ゴルフの試合で海外に行っていたのだが、パスポートの期限切れで帰宅を余儀なくされ、マネージャーで自身の姉であるミランにあたる始末だった。車へ向かう途中、旅行帰りの老夫婦と出会うが、老婆のスノクは、認知症を患っており、追いかけてきた夫　ジョンハクが分からず、恐怖のあまりに車道へ飛び出し轢かれそうになるが、ユラたちに助けられる形で事なきを得た。その後、姉妹は家に戻るため、空港大橋を通ることになる。
一方、橋を走るジョンウォンは、霧の中から前に割り込んできた軍用車の列を目撃する。助手席に座るギョンミンが軍用車にけん引されるトレーラーに目をやると、荷台の窓に映る黒い犬の姿を見る。
ソウルと空港を結ぶ空港大橋は、この日、先が見えないほどの霧が発生しており、多くの車が徐行をしていたのだが、一台、危険運転をする車があった。
その黄色いフォード・マスタングを運転するストリーマーの男は、霧の中をライブ配信しながら猛スピードで走行していたのだが、その行為が災いし、運転を誤り大破。これにより、玉突き事故が発生。ソウル方面に向かっていたユラ姉妹と老夫婦を乗せたバスが巻き込まれてしまう。
対する空港方面の車線も、前を走る軍の車列が事故の散乱物に足をとられ、走行不能に。ジョンウォンたちや、仕事にありつけると無線で感じたバクが巻き込まれることになる。
それだけじゃなく、連鎖的な衝突と爆発により、有毒ガスの発生など、橋は崩壊寸前となる。
人々は孤立、混乱する中、ギョンミンたちの目の前に、あの黒い犬・・・・軍が秘密裏に輸送していた「プロジェクト・サイレンス」の軍用実験犬「エコー」が混乱により、数匹放たれてしまう。
そして、ついさっきまで害の無いように見えた犬たちが突如、生存者を無差別に攻撃し、制御不能な状況を作り出してしまう。
そんな殺人兵器と化した軍用犬「エコー」の群れの襲撃をかいくぐりながら、ジョンウォンをはじめとする生存者たちは、崩落する橋からの脱出を試みる。

## 用語
プロジェクト・サイレンス
ヤンにより開発された国家機密の強化軍用犬プロジェクト。
もともとは、人間（要救助者）の声に反応して救助できるようにすることで、はるかに効果的な救助犬として開発されていた。しかし、米国と多くの欧州政府の支援を受けた韓国軍は、代わりにテロリストを狩り、排除するための強力な攻撃犬に犬を改造することを決定し、プロジェクト・サイレンスが誕生したが、犬はしばしば飼い主を攻撃するなど制御不能であったため、プロジェクトは最終的に失敗。廃棄（いわゆる殺処分）されるために輸送中だった。
エコー
プロジェクト・サイレンスで生み出された犬たち（プロトタイプ）に付けられたコードネーム。ある１体をベースにしたクローン犬。
「E9」（読み：イー・ナイン／エコー・ナイン）
「E9」と書かれたハーネスをつけた個体。正体はエコーのオリジナル（いわゆる母親）で、クローンよりも頭が回り、人間に対し激しい憎悪を持っており、子供にあたるクローンたちを統率している。

## 登場人物
チャ・ジョンウォン
演 - イ・ソンギュン
本作の主人公。青瓦台安保室行政官。冷静沈着に職務を行う。男手一つでギョンミンを育てている。
チョ・バク
演 - チュ・ジフン
レッカー車の運転手。金癖が悪く、ジョンウォンから金をせびろうとする。「ジョディ」という犬をかわいがっている。
ヤン博士
演 - キム・ヒウォン
「プロジェクト・サイレンス」主任研究員。我儘な性格で、当初はヒステリーを起こしていたが、悪化する状況に、次第に協力的になる。
チャ・ギョンミン
演 - キム・スアン
ジョンウォンの娘。ラッパーを夢見る少女だが、禁止を条件に、海外に留学することになる。父親とは対象的の感情的な性格の持ち主。
シム・ミラン
演 - パク・ヒボン
ユラの姉でマネージャー。天然かつおしゃべりな性格でよくユラを呆れさせている。
シム・ユラ
演 - パク・ジュヒョン
女流プロゴルファー。マネージャーで姉のミランとともに海外での試合へ行くも、パスポートの期限切れにより、帰宅を余儀なくされ、事故に巻き込まれる。剽軽な姉とは違い、しっかり者。
ビョンハク
演 - ムン・ソングン
旅行帰りの老人。妻のスノクを常に気にかけている。
スノク
演 - イェ・スジョン
認知症を患ったビョンハクの妻
チョン・ヒョンベク
演 - キム・テウ
青瓦台安保室長。ジョンウォンの上司。
カン大尉
演 - ハ・ドグォン
韓国軍大尉、プロジェクトの関係者。
アメ車の男
空港大橋をフォード・マスタングで危険運転をしていた迷惑配信者。この彼の行為が、今回の事件につながってしまう。

## スタッフ
- 監督：キム・テゴン
- 脚本：キム・テゴン、パク・ジュソク、キム・ヨンファ
- プロデューサー：キム・ヨンファ、ソ・ホジン、チョン・ピルド
- 撮影：ホン・ギョンピョ
- 編集：ホ・ソンミ、チョ・ハンオ、ルイ・ゴンムン
- 音楽：シム・ヒョンジョン、アラン・タイラー
- 制作会社：CJ ENM Studios、Blaad Studio

## 日本語吹き替え版
- プロデューサー:下橋伸明（スカーレット）
- 翻訳:本田恵子
- 演出:市来満
- 調整:亀田亮治
- 録音:会田真女
- 日本語版制作:株式会社スカーレット、株式会社EARLY WING

### 声の出演
- チャ・ジョンウォン - 堀川仁
- チョ・バク - 日野聡
- ヤン博士 - 飛田展男
- チャ･ギョンミン - 大橋彩香
- シム･ミラン - 明坂聡美
- シム･ユラ - 田所あずさ
- チョン･ヒョンべク - 山本兼平
- ビョンハク - 及川いぞう
- スノク - 長谷部香苗
- その他 - 岩崎諒太、早川毅、山口恵、望月麻衣